# Сигфрит (король Йорка)
Сигфрит (др.-сканд. Sigfrøðr) — король Йорка. Датировка монет, чеканившихся от его имени, позволяет предположить, что он правил приблизительно в 895—900 годах, после Гутфрита.

## Открытие
В 1840 году в Куэрделе, Ланкашир, Англия, был найден клад из более чем 8000 предметов (известный как Куэрдельский клад). В составе клада были обнаружен ряд серебряных монет Нортумбрии с надписью SIEFREDUS REX (король Сигфрит), что указало на существование ранее неизвестного короля. Имя другого ранее неизвестного короля, Кнута, также появляется на монетах, найденных в Куэрдельском кладе. Датировка чеканки монет указывает, что Кнут правил после Сигфрита, примерно в 900—905 годах. Это также предполагает, что Сигфрит стал преемником Гутфрита и правил примерно в 895—900 годах. Имена Кнута и Сигфрита появляются на некоторых монетах вместе, что позволяет предположить, что в течение определённого периода времени они были соправителями.

## Личность
Историк Альфред Смит и другие предположили, что Сигфрит может быть тем, кто возглавлял флот викингов во время набега на Уэссекс в 893 году. Более того, предполагается, что он был тем ярлом Сигфритом, который претендовал на королевство Дублин в том же самом году. Хотя нет никакого способа узнать наверняка, тот ли это человек, который упоминается в ирландских летописях, или не тот, это вполне вероятно, поскольку в этот период существовала связь между королевствами викингов в Нортумбрии и Дублине. Были выдвинуты две теории о происхождении Сигфрита. Смит предположил, что Сигфрит был нортумбрийцем, который отплыл в Дублин после того, как его флот высадил войска в Уэссексе. Согласно этой теории, Сигфрит не смог захватить город и вызвал волнения среди викингов Дублина, зафиксированные в «Анналах Ульстера». Ангус же предлагает, что Сигфрит был дублинцем, который отбыл в Англию после того, как ему не удалось занять трон. Версия Смита считается более вероятной, поскольку Этельвард в своей «Хронике» подразумевает, что Сигфрит, претендовавший на трон Дублина, был нортумбрийцем. Другое предположение, выдвинутое Кэнноном и Харгривзом, состоит в том, что Сигфрит и его преемник Кнут являются одним лицом.